# Кравчук, Пётр Ильич
Пётр Ильи́ч Кравчу́к (укр. Петро Ількович Кравчук, англ. Peter Krawchuk; псевдонимы Арсен, Марко Терлиця; 6 июля 1911, село Стоянов, ныне в Радеховской общине Львовской области Украины — 3 февраля 1997, Торонто, Канада) — украинский писатель

, литературовед, публицист и общественный деятель украинского социалистического движения в Канаде.

## Биография
Родился 6 июля 1911 года в селе Стоянов, ныне в Радеховской общине Львовской области. Его образование было прервано в 1926 году, когда польские власти закрыли гимназию в Радехове. Был членом Украинского селянско-рабочего социалистического объединения («Сельроб») и нелегальной Коммунистической партии Западной Украины, часто преследовался польской полицией. В 1930 году эмигрировал в Канаду и прибыл в Виннипег, где установил связи с марксистским Украинским орденом объединённых фермеров (Обществом «Украинский рабоче-фермерский дом», ULFTA).
С 1932 года — член Коммунистической партии Канады. В 1932—1936 годах — секретарь ЦК секции молодёжи Товарищества «Український робітничо-фермерський дім». В 1931—1939 годах — член главной управы Товарищества помощи освободительному движению на Западной Украине. В 1940—1942 годах, когда канадские власти запретили ряд левых и рабочих организаций, находился в заключении за революционную пропаганду.
С 1936 года — главный редактор газеты «Український робітничий вісник», органа ULFTA. Работал корреспондентом эмигрантских газет «Українське життя» и «Життя і слово», в 1947—1949 годах — их спецкорреспондент в Киеве. Прибыв в УССР, Кравчук также доставил значительную гуманитарную помощь для восстановления республики после Второй мировой войны.
После возвращения в Канаду он часто выступал на митингах, призывая к солидарности с Советской Украиной, что вызывало противодействие и даже насилие со стороны антисоветски настроенных украинских эмигрантов. Сам Кравчук, в свою очередь, написал под псевдонимом «Марко Терлиця» ряд острых публицистических статей, обличая послевоенную украинскую эмиграцию в Канаду в коллаборационизме с гитлеровцами и в фашизме.
Впоследствии Пётр Кравчук, став фактически посредником между канадскими и советскими украинцами, совершил ещё ряд поездок в УССР. Одна из них, организованная в 1967 году Центральным комитетом Коммунистической партии Канады с целью расследовать состояние советской национальной политики, привела к неоднозначным последствиям: доклад делегации во главе с Кравчуком констатировал нарастание процессов русификации в СССР. Несмотря на это, а также на критику советского вторжения 1968 году в Чехословакию с его стороны, Кравчук остался в Компартии и сохранял партбилет до самой смерти.
С 1978 по 1991 год был председателем «Товариства Об’єднаних Українських Канадців», единственной эмигрантской украинской организации, поддерживавшей отношения с СССР.
Лауреат Международной премии имени Ярослава Галана (1967) и премии имени Владимира Винниченка (1993).
Умер в Торонто 3 февраля 1997 года в возрасте 85 лет.

## Произведения
Пётр Кравчук — автор 40 книг по истории и повседневной жизни украинских трудящихся в Канаде, украинских канадцах на фронтах Второй мировой, социалистическому и националистическому движению в украинской диаспоре и т. д.
- П’ятдесят років на службі народу. До історії української народної преси в Канаді. 1957;
- На новій землі. Сторінки з життя, боротьби і творчої праці канадських українців. 1957;
- Марко Терлиця (псевдо). Правнуки погані. Українські націоналісти в Канаді. Киев, 1960;
- Shevchenko in Canada. 1961;
- Марко Терлиця (псевдо). Націоналістичні скорпіони. Киев, 1963;
- Іван Франко і українська трудова еміграція. 1966;
- Важкі роки. 1968;
- Українці в історії Вінніпега. 1974;
- Листи з Канади. Статті, нариси, памфлети. 1974;
- З рідним народом. 1979;
- Українці в Канаді. 1981;
- Мои друзья и знакомые. Воспоминания, эссе. Киев, 1986;
- Украинцы в канадской литературе. Киев, 1990;
- Частка наших звитяг та болю. 1990;
- Інформативна довідка. Особисті спостереження. 1990;
- Від Петра І до Суслова. 1993;
- Літературна Україна. 1997;